# Malur canós estriat
El malur canós estriat (Amytornis striatus) és un ocell de la família dels malúrids (Maluridae).

## Hàbitat i distribució
Habita estepes arbustives a terra de sorra o zones rocoses d'Austràlia central